# Ukikusa monogatari
Ukikusa monogatari (Brasil: Uma História de Ervas Flutuantes ) é um filme mudo de 1934 dirigido por Yasujiro Ozu, que mais tarde ele refez como Ukigusa em 1959, a cores. Ganhou o Prêmio Kinema Junpo de Melhor Filme.

## Sinopse
O filme começa com uma trupe itinerante de kabuki chegando de trem a uma cidade litorânea. Kihachi Ichikawa (Takeshi Sakamoto), o chefe da trupe, é um ator muito popular. Ele tira uma folga para visitar uma ex-amante, Otsune (Choko Iida), com quem teve um filho anos antes. Seu filho, agora adolescente, não sabe que Kihachi é seu pai, pensando nele mais como um tio. Kihachi e seu filho, Shinkichi, passam uma tarde proveitosa pescando em um rio próximo.

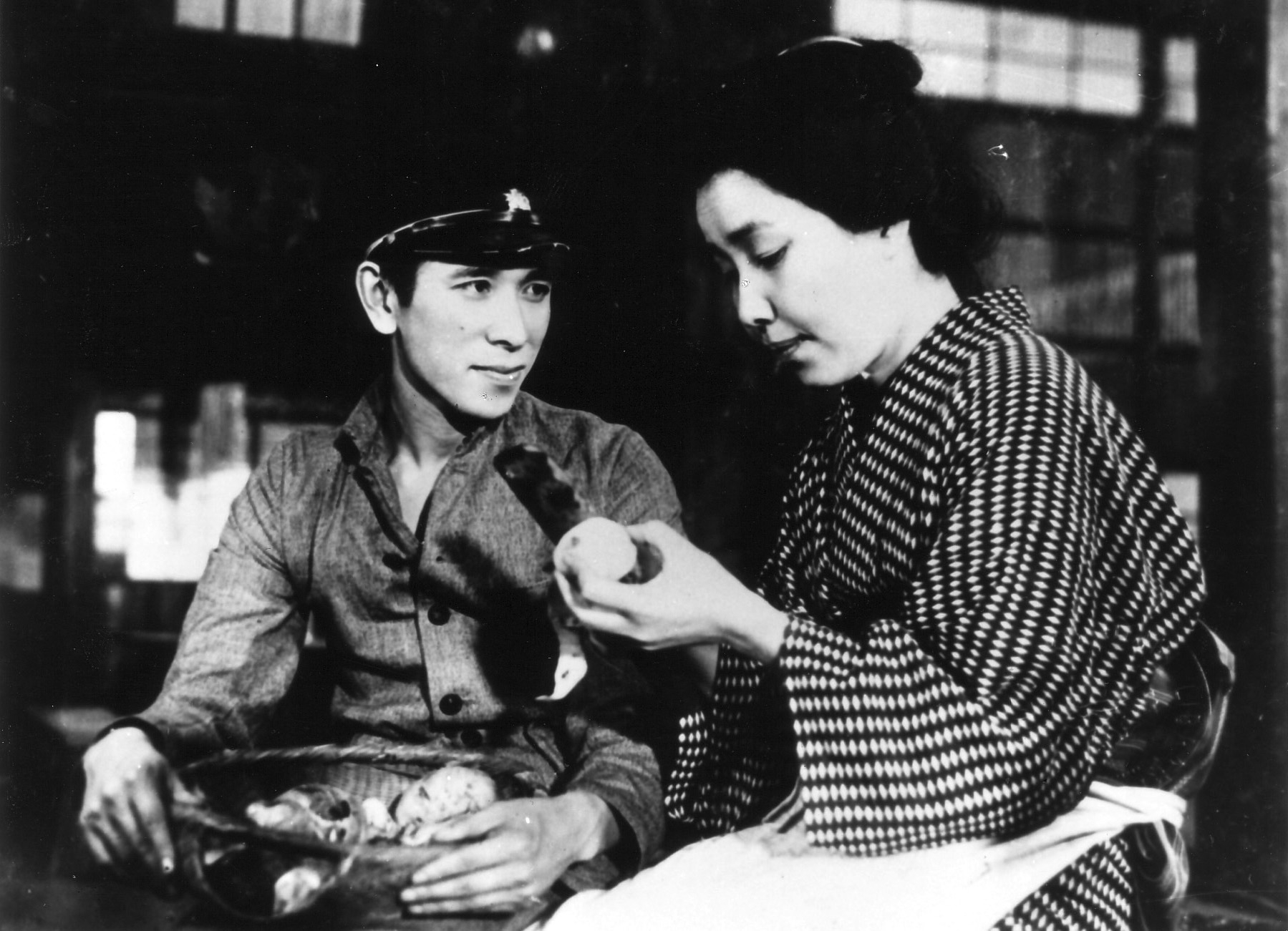
Kōji Mitsui e Choko Iida como, respectivamente, filho e mãe em Ukikusa Monogatari

Quando a turnê de apresentações da trupe é adiada pelas constantes chuvas na região, um dos integrantes da trupe involuntariamente revela um segredo: que Kihachi sai com uma mulher todos os dias. Otaka (Emiko Yagumo), uma das atrizes de Kihachi e sua atual amante, decide fazer uma visita ao bar de Otsune com a também atriz Otoki (Yoshiko Tsubouchi). Kihachi fica furioso, avisa Otaka para nunca mais vir perturbar sua ex-mulher e o filho, e rompe seu relacionamento com ela.
Para se vingar de Otsune e Kihachi, Otaka sugere a Otoki que tente seduzir Shinkichi e lhe oferecer algum dinheiro. Um dia, Otoki espera por Shinkichi em uma árvore à beira da estrada e ele se oferece para encontrá-la após sua apresentação no mesmo local. Shinkichi concorda com o encontro e os dois iniciam um amor secreto.
Com o passar do tempo, Otoki percebe que se apaixonou por Shinkichi. Ela diz a Shinkichi para esquecê-la porque ela é apenas uma atriz viajante. Kihachi descobre o caso deles, confronta Otoki e dá um tapa nela, exigindo saber o que ela quer. Otoki revela o esquema de Otaka, mas diz a ele que agora ama Shinkichi e não está fazendo isso por dinheiro. Kihachi então bate em Otaka, mas percebe que não tem mais controle sobre o namoro de seu filho.
Kihachi decide dissolver a trupe, vendendo todas as suas fantasias e acessórios. Os atores do kabuki têm uma última noite juntos. Kihachi visita Otsune e conta a ela sobre a separação de sua trupe. Ela o convida para ficar com ela para sempre, e eles decidem contar a Shinkichi sobre seu segredo. Shinkichi e Otoki voltam a se encontrar, mas Shinkichi e Kihachi entram em uma briga violenta quando Kihachi bate em Otoki várias vezes.
Otsune diz a Shinkichi que Kihachi é seu pai, mas Shinkichi se recusa a reconhecê-lo por ter abandonado ele e sua mãe. Otsune esclarece que Kihachi não quer que Shinkichi se torne um ator viajante como ele. Shinkichi sai para seu quarto furioso. Kihachi decide reiniciar outra trupe, percebendo que não pode ficar. Otoki pede para se juntar a ele, mas Kihachi a deixa aos cuidados de Otsune e pede a Otoki que ajude seu filho a ser um grande homem.
Shinkichi desce para procurar seu pai, mas ele já partiu. Na estação ferroviária, Kihachi reencontra Otaka, que o ajuda a acender o cigarro com fósforos. Ele a convida para iniciar uma nova trupe itinerante com ele em Kamisuwa. Otaka vai comprar um ingresso para acompanhá-lo. O filme termina com a cena de um trem viajando em direção a Kamisuwa.

## Elenco
- Takeshi Sakamoto como Kihachi[3]
- Choko Iida como Otsune, Ka-yan[3]

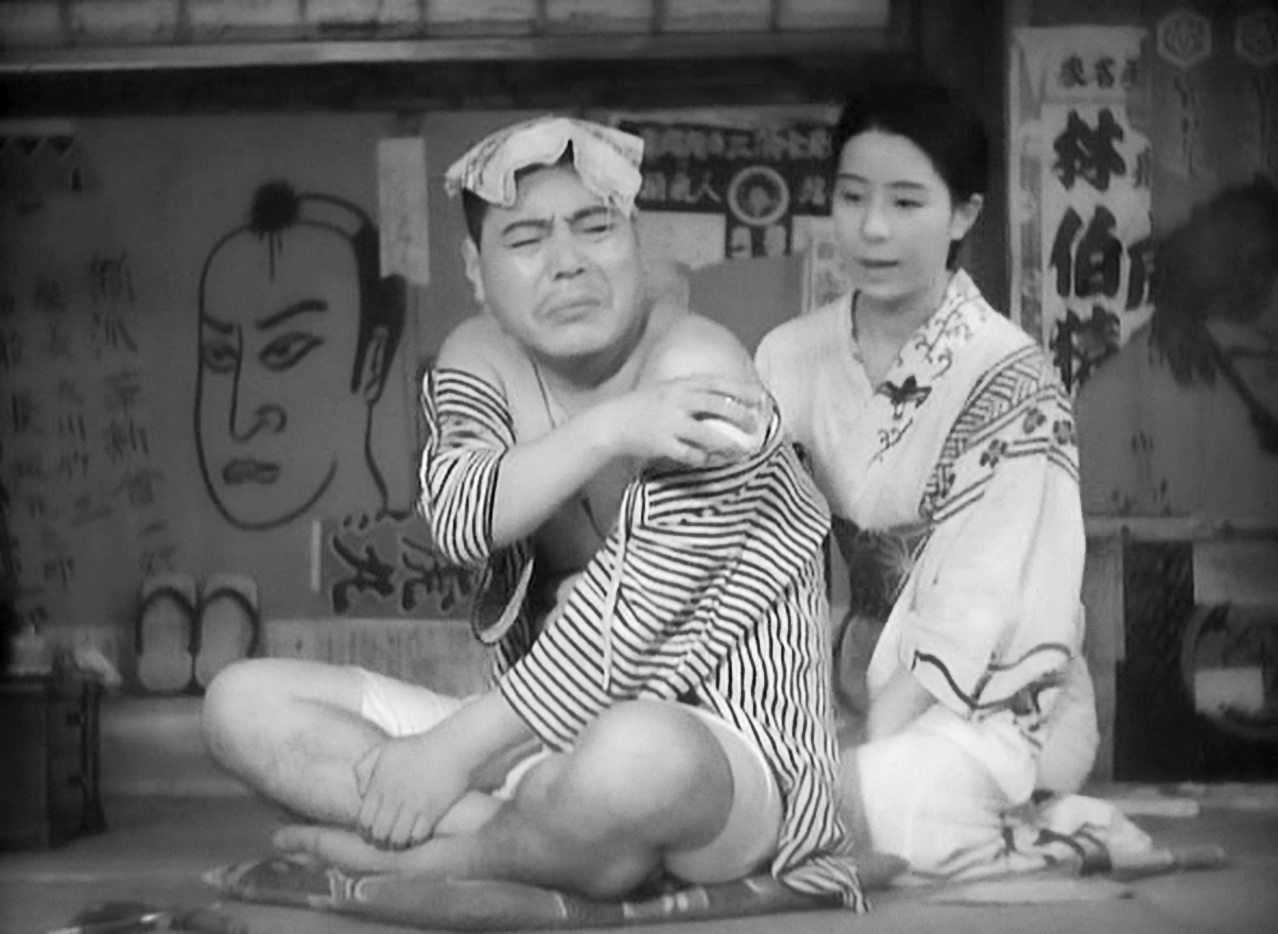
Takeshi Sakamoto e Yoshiko Tsubouchi em cena do filme

- Kōji Mitsui como Shinkichi (creditado como Hideo Mitsui)[3]
- Emiko Yagumo como Otaka (creditada como Rieko Yagumo)[3]
- Yoshiko Tsubouchi como Otoki[3]
- Tomio Aoki como Tomi-boh[3]
- Reiko Tani como pai de Tomibo[3]

Resto do elenco em ordem alfabética:
- Kiyoshi Aono como treinador de espadas[3]
- Mariko Aoyama como esposa do barbeiro[3]
- Mitsumura Ikebe como aldeão[3]
- Seiji Nishimura como Kichi, um ator[3]
- Mitsuru Wakamiya como funcionário da estação[3]

## Lançamento em DVD
A The Criterion Collection lançou Ukikusa Monogatari em DVD para a Região 1 em 20 de abril de 2004, em conjunto com Ukigusa. Uma faixa de áudio alternativa contém um comentário do historiador de cinema japonês Donald Richie; outro apresenta uma nova partitura do compositor Donald Sosin.